# Quichuana dolorosa
Quichuana dolorosa är en tvåvingeart som beskrevs av Hull 1946. Quichuana dolorosa ingår i släktet Quichuana och familjen blomflugor.
Artens utbredningsområde är Bolivia. Inga underarter finns listade i Catalogue of Life.